# أحمد أميني
أحمد اميني (بالفارسية: احمد امینی) هو لاعب كرة قدم إيراني. حضر أحمد اميني خلال مسيرته الرياضية في عدة فرق ومنها فريق ميس رفسنجاني لكرة القدم الإيراني.